# Zęboszyjka walcowata
Zęboszyjka walcowata (Denticollis linearis) – gatunek chrząszcza z rodziny sprężykowatych (Elateridae).

## Opis

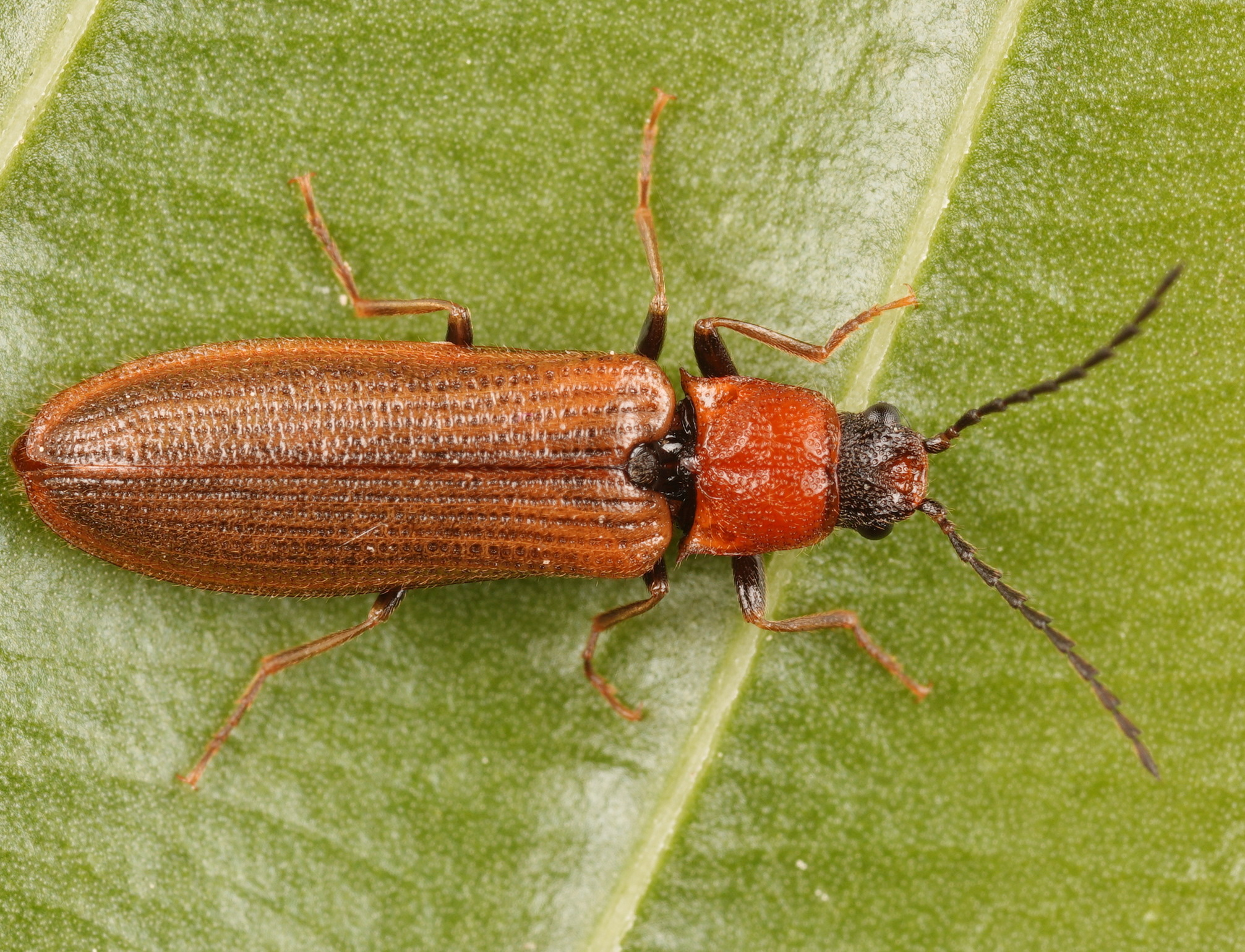
Z żółtobrązowymi pokrywami

Ciało imago podłużne i smukłe, o długości 9-13 mm. Głowa i czułka czarne. Przedplecze czerwone, czasem z czarną plamką na środku, z wystającymi tylnymi kątami. Pokrywy czarne lub żółtobrązowe z licznymi rowkami, jasno obrzeżone. Uda czarne, zaś golenie żółtawe.

## Biologia

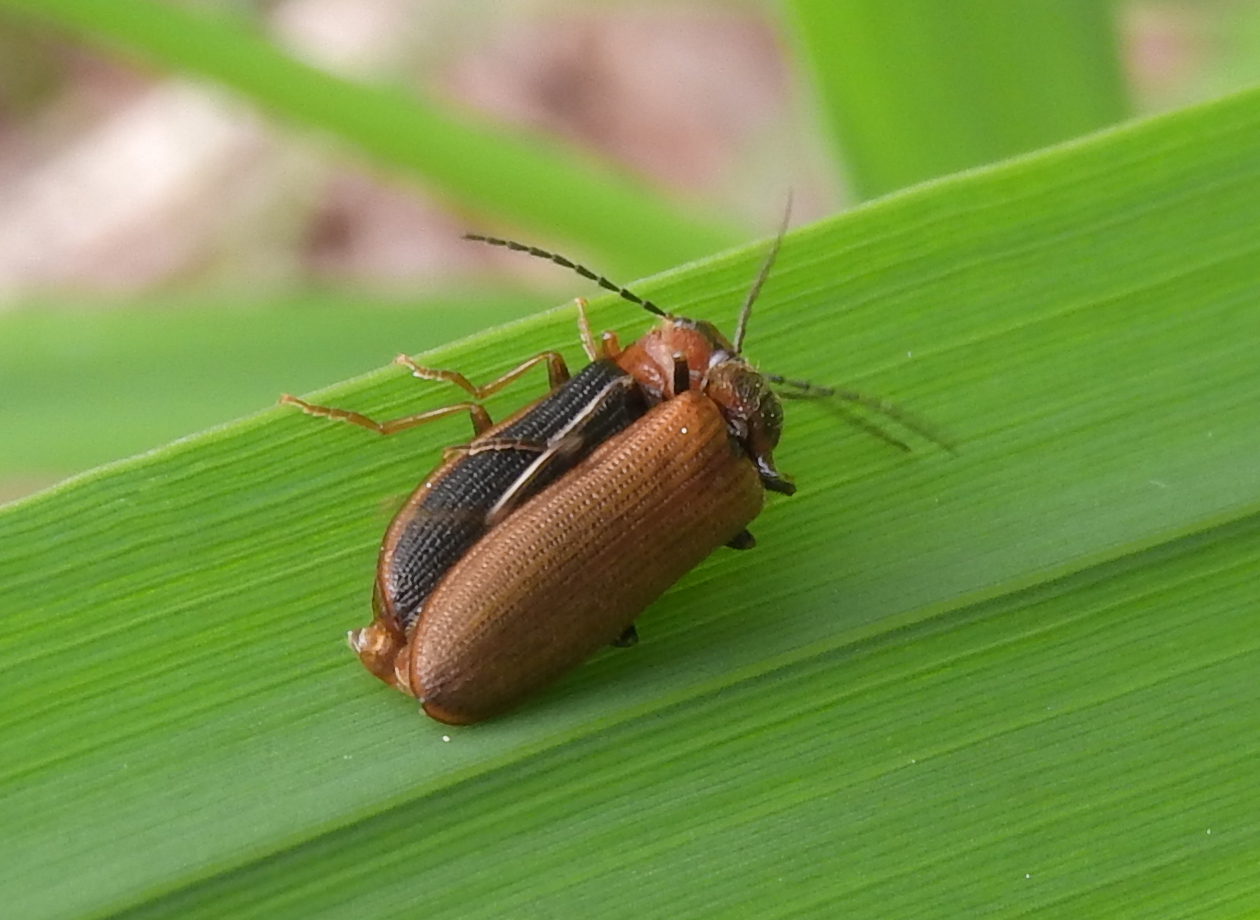
In copula

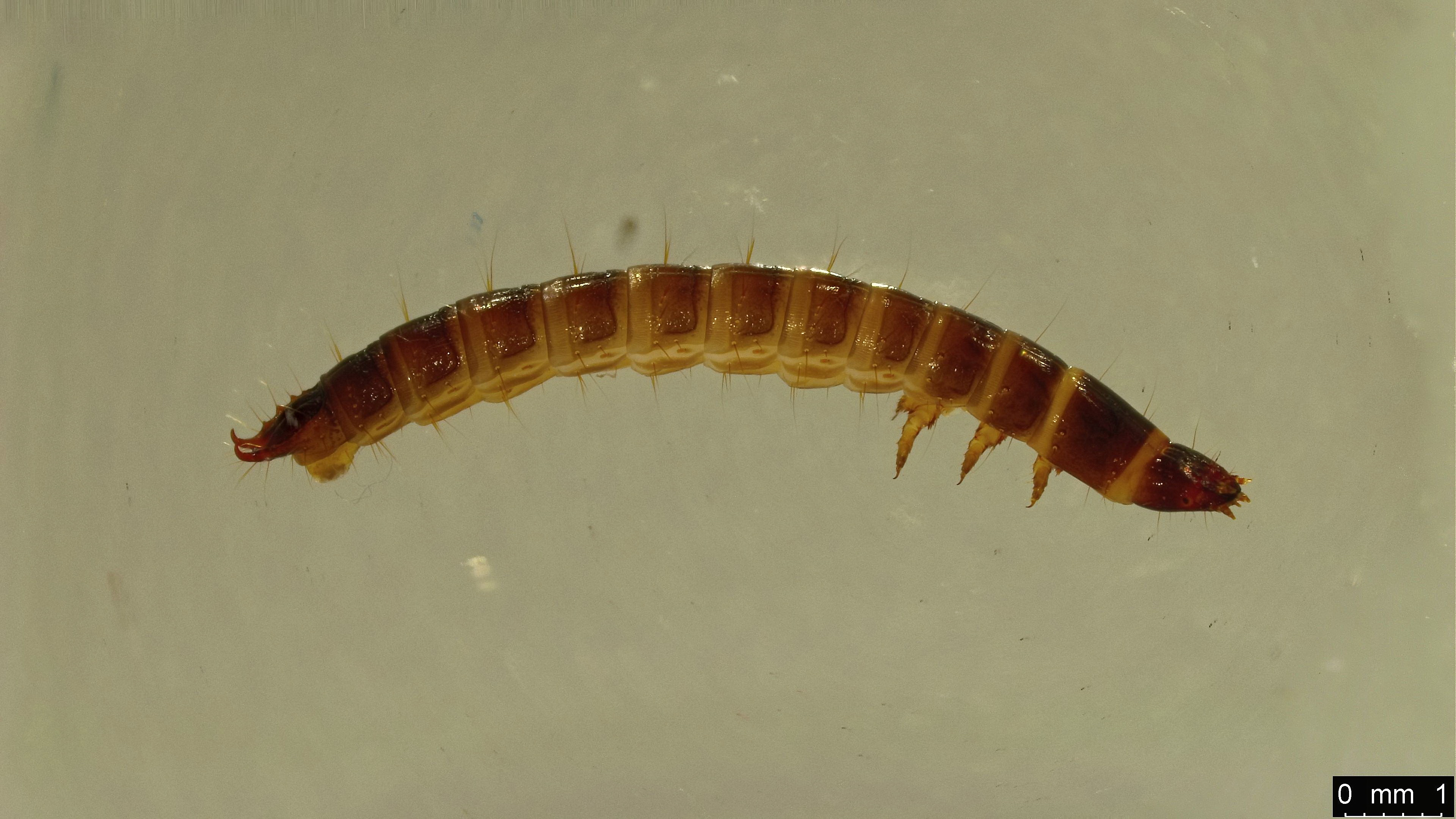
Larwa

Zamieszkują skraje lasów i zarośla. Cykl rozwojowy trwa zazwyczaj cztery lata. Larwy rozwijają się pod korą martwych drzew, poszukując tam pożywienia w postaci larw i poczwarek innych gatunków owadów. Po przezimowaniu dochodzi do przepoczwarzenia, zazwyczaj w drugiej połowie kwietnia lub w maju. Po ok. 15 dniach pojawiają się imagines. Dorosłe owady prawdopodobnie roślinożerne. Zimuje wyłącznie postać larwalna.

## Występowanie
Gatunek palearktyczny. Występuje w całej Europie, z wyjątkiem jej południowej części. W Azji notowany z południa Syberii oraz północy Kazachstanu i Mongolii.
W Polsce obserwowana na terenie całego kraju.